# ابراهیم بخت‌شکوهی
ابراهیم بخت‌شکوهی (۱۳۲۰ - ۳ شهریور ۱۳۸۵) از خوشنویسان معاصر ایران بود که در نوشتن انواع خط از جمله نستعلیق و خطوط ششگانه تبحر داشت.

## زندگی‌نامه
ابراهیم بخت‌شکوهی فرزند میرزا محمدحسین و متولد ۱۳۲۰ در محلهٔ امیرخیز تبریز بود. وی از همان کودکی به خوشنویسی علاقه داشت. بخت‌شکوهی شاگرد حسن هریسی و حسین رسام حقیقی بود و مدتی نزد غلامحسین امیرخانی به تکمیل هنر خود پرداخت. شغل وی معلمی بود و حدود ۳۵ سال دبیر شیمی آموزش و پرورش بود. وی همچنین در رشته‌های ورزشی پرش ارتفاع، سه‌گام و پرش با نیزه در سال‌های ۱۳۴۳ تا ۱۳۴۹ قهرمان کشور شد.
بخت‌شکوهی در سال ۱۳۵۸ خورشیدی موفق به دریافت مدرک ممتاز از انجمن خوشنویسان ایران گردید و طی سال‌های ۱۳۶۶ تا ۱۳۷۶ خورشیدی به مدت یک دهه رئیس انجمن خوشنویسان تبریز بود. بخت‌شکوهی از غبارنویسان عرصهٔ خوشنویسی بود و در خطوط مختلف نستعلیق، شکسته نستعلیق، شکستهٔ تحریری، ثلث، نسخ و رقعه و همچنین خط لاتین و زبان فرانسه را از غبار تا کتیبه با قدرت تمام می‌نوشت. علاوه بر آن‌ها در کنده‌کاری روی چوب، سنگ، مرمر، چینی، گچ و نیز میناکاری مهارت داشت.
بخت‌شکوهی ۳ شهریور ۱۳۸۵ خورشیدی در حین دوچرخه‌سواری درگذشت و در قطعهٔ صدیقین وادی‌رحمت تبریز به خاک سپرده شد. از شاگردان معروف وی می‌توان به استاد فرزاد کوزه گر غیاثی، میرحسین زنوزی، داود نیکنام و مسعود رعنایی اشاره کرد.

## آثار
از آثار چاپ‌شدهٔ بخت‌شکوهی وی می‌توان الهی‌نامه، فرمان حضرت امیر به مالک‌اشتر، ترجمهٔ نهج‌البلاغه در ۵۶۰ صفحه و نغمه‌های خون از شهریار اشاره کرد.